# Schalkhammer Antal
Schalkhammer Antal (Felsőgalla, 1946. szeptember 2. – Budapest, 2002. február 22.) magyar szakszervezeti tisztségviselő, politikus, országgyűlési képviselő, kosárlabdázó.

## Életpályája

### Iskolái
Az általános iskolát Tatabányán járta ki. Középiskolai tanulmányait Esztergomban végezte, 1965-ben bányagépipari és bányavillamossági technikusi képesítést szerzett a Hell József Károly Bányagépészeti és Bányavillamossági Technikumban. 1965–1968 között a Nehézipari Műszaki Egyetem Bányamérnöki Karán tanult. 1973-ban diplomázott a miskolci Bánki Donát Gépipari Műszaki Főiskola hallgatójaként. 1978-ban a Marx Károly Közgazdaságtudományi Egyetem mérnök-közgazdász szakán abszolutóriumot szerzett. 1980–1984 között elvégezte a Politikai Főiskolát.

### Pályafutása
1965–1986 között a Tatabányai Szénbányák Vállalat dolgozója volt: eleinte bányalakatos, gépmester, majd gépészeti vezető, üzemgazdasági és árosztályvezető és környezetvédelmi tanácsadó, később a vezérigazgató közvetlen mûszaki-gazdasági tanácsadója, a személyzeti és oktatási főosztály vezetője (1977–1986), végül személyzeti és szociális igazgató volt. 1970-től az Országos Bányász-Kohász Egyesület tagja volt. 1978-tól az Ipari Minisztérium modernizációs munkabizottsága tagjaként az energetikai és bányászati szerkezet-átalakítás problémáival foglalkozott. 1974-től a Bányaipari Dolgozók Szakszervezetének központi vezetőségi tagja, 1985–1990 között a szakszervezet függetlenített gazdaságpolitikai titkára, 1989–1990 között főtitkára, 1990-től elnöke volt. 1988-tól tagja volt a Magyar Tudományos Akadémia bányaüzemi, energonómiai albizottságának. 1988-tól az Országos Gyermekbarát Alapítvány kuratóriumi tagja volt. 1990-től a Bányász Szakszervezetek Nemzetközi Szövetségének végrehajtó irodájának tagja, 1993-tól alelnöke volt. 

### Politikai pályafutása
1960–1982 között a KISZ tagja volt. 1969–1974 között a KISZ Központi Bizottsága Ifjúmunkás Tanácsának titkára volt. 1970–1972 között a KISZ titkára volt. 1970–1988 között az MSZMP tagja volt, de kilépett a pártból. 1974–1977 között a KISZ-bizottság titkára volt. 1978–1984 között a tatabányai pártbizottság tagja volt. 1989–1992 között az MSZDP tagja volt. 1992-ben az MSZDP országos vezetőségi tagja volt. 1992–1996 között az MSZOSZ iparpolitikai, szerkezetátalakítási kérdésekért felelős ügyvivője volt. 1993-tól az MSZP tagja volt. 1993–1994 között az Egészségbiztosítási Önkormányzat képviselője volt. 1994–2002 között országgyűlési képviselő (Tatabánya) volt. 1994–1998 között az MSZP Komárom-Esztergom megyei elnöke volt. 1994–2001 között a Gazdasági bizottság tagja volt. 1998–1999 között A Mátrai Erőmű Rt. privatizációjának körülményeit vizsgáló albizottság tagja volt. 1998–2000 között az Ipari és kereskedelemi albizottság tagja volt. 1998–2001 között az Energetikai albizottság tagja volt. 2000-től az MSZOSZ szociális-szociáldemokrata paltformjának vezetője volt. 2001–2002 között az Ügyrendi bizottság tagja volt.

### Sportpályafutása
1963–1965 között a magyar ifjúsági kosárlabda-válogatott keret tagja volt. 1965–1975 között NB I-es kézilabdacsapatok játékosa volt. 1971–1973 között a Tatabányai Bányász SC  válogatott kerettagja volt.

## Családja
Szülei Schalkhammer József (1914–1975) és Manhercz Terézia (1922–?) voltak. Testvérei: József (1945–) villamosmérnök, közgazdász, politológus, vállalkozó; Terézia (1948–) közgazdász, gazdasági vezető, valamint Anna Mária (1952–) vegyészmérnök, közgazdász, Svédországban él. 1968-ban házasságot kötött Pápai Máriával. Egy lányuk született: Ildikó (1969–).

## Díjai
- Magyar Népköztársasági Sportérdemérem (1985)
- Szent Borbála-emlékérem (1994)